# Álvaro Lemos
Álvaro Lemos Collazo (Santiago de Compostela, 30 de marzo de 1993) es un jugador de fútbol español. Se desempeña como defensa y su equipo es el Real Oviedo de la Primera División de España.

## Trayectoria
Se inició en las categorías inferiores de la S. D. Villestro y a los 12 años pasó a formar parte de la cantera del Deportivo de la Coruña.En 2013, se lesionó cuando realizaba la pretemporada a las órdenes del entonces entrenador de la primera plantilla del Deportivo de La Coruña, Fernando Vázquez, durante la concentración que el equipo realizó en la localidad lucense de Monforte de Lemos. Estuvo ocho meses de baja, reapareció en marzo con el filial del Deportivo en Tercera División y completó varios encuentros antes de que concluyera la temporada.
En 2014, fue cedido a la Sociedad Deportiva Compostela, con el que participó en 16 encuentros y anotó un gol. En 2015 concluyó su vinculación con el conjunto coruñés, por lo que se incorporó al Club Deportivo Lugo con la carta de libertad. Ofreció un gran rendimiento en el lateral derecho del conjunto lucense y disputó más de 1500 minutos en la división de plata.
En junio de 2016, abandonó las filas del C. D. Lugo y se convirtió en la segunda incorporación del Real Club Celta de Vigo para la temporada 2016-17. A comienzo de la temporada 2017-18 el equipo gallego lo cedió al Lens de la Segunda francesa, pero debido a la falta de minutos acabó la temporada en el equipo de la Segunda División española C. D. Lugo.
Al finalizar la temporada rescindió el contrato con el Celta para incorporarse a la U. D. Las Palmas por tres temporadas. Con la Unión Deportiva vivió un ascenso a Primera División y llegó a ser cocapitán del club amarillo. En julio de 2024, tras seis temporadas, rescindió el año que le quedaba de contrato.
El 18 de julio de 2024 se incorporó al Real Oviedo de la Segunda División de España.

## Clubes
Actualizado al último partido disputado el 26 de mayo de 2024.
| Club                       | País    | Año       | Part. | Goles |
| -------------------------- | ------- | --------- | ----- | ----- |
| Deportivo de La Coruña "B" | España  | 2011-2015 |       |       |
| S. D. Compostela           | España  | 2014-2015 | 16    | 1     |
| C. D. Lugo                 | España  | 2015-2016 | 23    | 0     |
| Real Club Celta de Vigo    | España  | 2016-2018 | 9     | 1     |
| R. C. Lens (cesión)        | Francia | 2017      | 9     | 0     |
| C. D. Lugo (cesión)        | España  | 2018      | 31    | 0     |
| U. D. Las Palmas           | España  | 2018-2024 | 156   | 8     |
| Real Oviedo                | España  | 2024-     |       |       |